# Joe Zawinul
Joe Zawinul (Josef Erich Zawinul, Viena, 7 de julio de 1932-Viena, 11 de septiembre de 2007) fue un teclista de jazz y compositor austriaco. Es reconocido como uno de los máximos impulsores de la música del jazz fusión.
Nacido en Austria, tras estudiar en el Conservatorio de Viena, se mudó a Estados Unidos para ampliar sus estudios.
Aunque había tocado con anterioridad con algunos nombres ilustres del jazz, incluyendo Maynard Ferguson y Harry Sweets Edison, y durante dos años con Dinah Washington, alcanzó fama como teclista y compositor en los grupos del saxofonista Cannonball Adderley, y fruto de su colaboración, posteriormente con Miles Davis.
Con Wayne Shorter, con quien había trabajado mientras tocaba con Davis, Zawinul formó Weather Report.
Entre 1986 y 1989 dio varios conciertos junto con Friedrich Gulda.
Más adelante, formaría su banda The Zawinul Syndicate.
Murió al terminar la gira mundial para celebrar los 20 años del grupo.
Por encargo de la Brucknerhausde Linz (Austria), Zawinul compuso una sinfonía, llamada Stories of the Danube, estrenada en 1993, como parte del Linzer Klangwolke (un evento al aire libre con gran repercusión y retransmisión en vivo), sirviendo de apertura al Bruckner Festival in Linz de ese año. En sus siete movimientos, la sinfonía va desgranando el curso del río Danubio desde Donaueschingen, atravesando varios países hasta desembocar en el Mar Negro. Fue grabada dos años después, en 1995, por la Czech State Philharmonic Orchestra de Brno, con la dirección de Caspar Richter.
A lo largo de su carrera, Zawinul recibió 28 veces el premio «Mejor Teclista» de la prestigiosa revista Down Beat.

## Discografía

### Con Cannonball Adderley
- Mercy, Mercy, Mercy! Live at "The Club" (1966)
- Country Preacher (1969)

### Con Miles Davis
- In a Silent Way - Columbia (1968)
- Bitches Brew - Columbia (1970)

### Con Weather Report
- 1971: Weather Report [1971] (Columbia)

- 1972: I Sing the Body Electric (Columbia)

- 1972: Live in Tokyo (Columbia)

- 1973: Sweetnighter (Columbia)

- 1974: Mysterious Traveller (Columbia)

- 1975: Tale Spinnin' (Columbia)

- 1976: Black Market (Columbia)

- 1977: Heavy Weather (Columbia/Legacy)

- 1978: Mr. Gone (Columbia)

- 1979: 8:30 [live] (Columbia)

- 1980: Night Passage (Columbia)

- 1982: Record (Columbia)

- 1982: Weather Report [1982] (Columbia)

- 1983: Procession (Columbia)

- 1983: Domino Theory (Columbia)

- 1984: Sportin' Life (Columbia)

- 1985: This Is This! (Columbia)

### Con The Zawinul Syndicate
- 1988: The Immigrants (Columbia)

- 1989: Black Water (Sony Music)

- 1992: Lost Tribes (Columbia)

- 2005: Vienna Nights: Live at Joe Zawinul´s Birdland (BHM)

- 2012: 75th (BHM)